# Danh sách đĩa đơn quán quân năm 1943 (Mỹ)
Đây là danh sách đĩa đơn đứng đầu của Hoa Kỳ trong năm 1943, được xuất bản trong tạp chí âm nhạc Billboard. Trước khi bảng liệt kê Hot 100 được phát hành chính thức vào tháng 8/1958, bảng xếp hạng Billboard đưa ra các đánh giá khác nhau vào mỗi tuần. Năm 1943, có ba loại bảng xếp hạng:
1. Bán chạy nhất (Bestseller) - Bảng xếp hạng các đĩa đơn bán chạy nhất tại các đại lý bán lẻ, dựa trên thông tin cung cấp bởi các cửa hàng được khảo sát trên toàn Hoa Kỳ.
2. Phát trên làn sóng phát thanh (được các DJ sử dụng nhiều nhất) - Bảng xếp hạng các bài hát được phát thanh trên hầu hết các đài phát thanh Hoa Kỳ, dựa trên thông tin cung cấp bởi các DJ và các đài phát thanh.
3. Jukebox (được các máy phát nhạc tự động Jukebox mở nhiều nhất[1]) - Bảng xếp hạng các bài được chơi nhiều nhất bằng máy jukeboxe trên toàn nước Mỹ.

Dưới đây là các bài hát đứng đầu bảng xếp hạng Bán chạy nhất:
| Ngày phát hành | Bài hát                            | Nghệ sĩ           | Nguồn |
| -------------- | ---------------------------------- | ----------------- | ----- |
| 2 tháng 1      | "White Christmas"                  | Bing Crosby       |       |
| 9 tháng 1      | "White Christmas"                  | Bing Crosby       |       |
| 16 tháng 1     | "There Are Such Things"            | Tommy Dorsey      |       |
| 23 tháng 1     | "There Are Such Things"            | Tommy Dorsey      |       |
| 30 tháng 1     | "There Are Such Things"            | Tommy Dorsey      |       |
| 6 tháng 2      | "There Are Such Things"            | Tommy Dorsey      |       |
| 13 tháng 2     | "I Had the Craziest Dream"         | Harry James       |       |
| 20 tháng 2     | "I Had the Craziest Dream"         | Harry James       |       |
| 27 tháng 2     | "There Are Such Things"            | Tommy Dorsey      |       |
| 6 tháng 3      | "I've Heard That Song Before"      | Harry James       |       |
| 13 tháng 3     | "I've Heard That Song Before"      | Harry James       |       |
| 20 tháng 3     | "I've Heard That Song Before"      | Harry James       |       |
| 27 tháng 3     | "I've Heard That Song Before"      | Harry James       |       |
| 3 tháng 4      | "I've Heard That Song Before"      | Harry James       |       |
| 10 tháng 4     | "I've Heard That Song Before"      | Harry James       |       |
| 17 tháng 4     | "I've Heard That Song Before"      | Harry James       |       |
| 24 tháng 4     | "I've Heard That Song Before"      | Harry James       |       |
| 1 tháng 5      | "I've Heard That Song Before"      | Harry James       |       |
| 8 tháng 5      | "I've Heard That Song Before"      | Harry James       |       |
| 15 tháng 5     | "I've Heard That Song Before"      | Harry James       |       |
| 22 tháng 5     | "I've Heard That Song Before"      | Harry James       |       |
| 29 tháng 5     | "That Old Black Magic"             | Glenn Miller      |       |
| 5 tháng 6      | "I've Heard That Song Before"      | Harry James       |       |
| 12 tháng 6     | "Taking a Chance on Love"          | Benny Goodman     |       |
| 19 tháng 6     | "Taking a Chance on Love"          | Benny Goodman     |       |
| 26 tháng 6     | "Taking a Chance on Love"          | Benny Goodman     |       |
| 3 tháng 7      | "Comin' in on a Wing and a Prayer" | The Song Spinners |       |
| 10 tháng 7     | "Comin' in on a Wing and a Prayer" | The Song Spinners |       |
| 17 tháng 7     | "Comin' in on a Wing and a Prayer" | The Song Spinners |       |
| 24 tháng 7     | "You'll Never Know"                | Dick Haymes       |       |
| 31 tháng 7     | "You'll Never Know"                | Dick Haymes       |       |
| 7 tháng 8      | "You'll Never Know"                | Dick Haymes       |       |
| 14 tháng 8     | "You'll Never Know"                | Dick Haymes       |       |
| 21 tháng 8     | "In the Blue of Evening"           | Tommy Dorsey      |       |
| 28 tháng 8     | "In the Blue of Evening"           | Tommy Dorsey      |       |
| 4 tháng 9      | "In the Blue of Evening"           | Tommy Dorsey      |       |
| 11 tháng 9     | "Sunday, Monday, or Always"        | Bing Crosby       |       |
| 18 tháng 9     | "Sunday, Monday, or Always"        | Bing Crosby       |       |
| 25 tháng 9     | "Sunday, Monday, or Always"        | Bing Crosby       |       |
| 2 tháng 10     | "Sunday, Monday, or Always"        | Bing Crosby       |       |
| 9 tháng 10     | "Sunday, Monday, or Always"        | Bing Crosby       |       |
| 16 tháng 10    | "Sunday, Monday, or Always"        | Bing Crosby       |       |
| 23 tháng 10    | "Sunday, Monday, or Always"        | Bing Crosby       |       |
| 30 tháng 10    | "Pistol Packin' Mama"              | Al Dexter         |       |
| 6 tháng 11     | "Paper Doll"                       | Mills Brothers    |       |
| 13 tháng 11    | "Paper Doll"                       | Mills Brothers    |       |
| 20 tháng 11    | "Paper Doll"                       | Mills Brothers    |       |
| 27 tháng 11    | "Paper Doll"                       | Mills Brothers    |       |
| 4 tháng 12     | "Paper Doll"                       | Mills Brothers    |       |
| 11 tháng 12    | "Paper Doll"                       | Mills Brothers    |       |
| 18 tháng 12    | "Paper Doll"                       | Mills Brothers    |       |
| 25 tháng 12    | "Paper Doll"                       | Mills Brothers    |       |